# Enotro
Na mitologia grega, Enotro (em grego:  Οἴνωτρος) foi um dos cinquenta (o mais jovem) filhos de Licaão da Arcádia. Juntamente com seu irmão Peucécio (em grego:  Πευκέτιος), ele emigrou para a península itálica, insatisfeito com a divisão do Peloponeso entre os cinquenta irmãos pelo seu pai Licaão. De acordo com as tradições grega e romana, esta foi a primeira expedição enviada da Grécia para fundar uma colônia, muito antes da Guerra de Troia. Ele foi o epônimo de Enótria (em grego:  Οἰνωτρία), dando seu nome à peninsula italiana, especialmente à passagem sul (a atual Calábria).